# Jetzabel Del Valle
Jetzabel Del Valle (ur. 19 grudnia 1979 r. w Portoryko) – portorykańska siatkarka, gra na pozycji środkowej. 
Obecnie gra w klubie Caguas.